# Голлістер (Міссурі)
Голлістер (англ. Hollister) — місто (англ. city) в США, в окрузі Тейні штату Міссурі. Населення — 4583 особи (2020).

## Географія
Голлістер розташований за координатами 36°36′22″ пн. ш. 93°13′57″ зх. д. / 36.60611° пн. ш. 93.23250° зх. д. (36.606082, -93.232575).  За даними Бюро перепису населення США в 2010 році місто мало площу 17,73 км², з яких 17,31 км² — суходіл та 0,42 км² — водойми.

## Демографія
Згідно з переписом 2010 року, у місті мешкало 4426 осіб у 1847 домогосподарствах у складі 1129 родин. Густота населення становила 250 осіб/км².  Було 2199 помешкань (124/км²).
Расовий склад населення:
| - 92,5 % — білих - 1,2 % — корінних американців - 0,9 % — чорних або афроамериканців - 0,5 % — азіатів - 0,2 % — вихідців з тихоокеанських островів - 2,8 % — осіб інших рас |

До двох чи більше рас належало 1,9 %. Частка іспаномовних становила 6,4 % від усіх жителів.
За віковим діапазоном населення розподілялося таким чином: 23,2 % — особи молодші 18 років, 60,5 % — особи у віці 18—64 років, 16,3 % — особи у віці 65 років та старші. Медіана віку мешканця становила 36,6 року. На 100 осіб жіночої статі у місті припадало 93,1 чоловіків;  на 100 жінок у віці від 18 років та старших — 89,9 чоловіків також старших 18 років.
Середній дохід на одне домашнє господарство  становив 40 368 доларів США (медіана — 27 178), а середній дохід на одну сім'ю — 48 387 доларів (медіана — 30 591). Медіана доходів становила 31 099 доларів для чоловіків та 19 271 долар для жінок. За межею бідності перебувало 28,3 % осіб, у тому числі 43,5 % дітей у віці до 18 років та 16,5 % осіб у віці 65 років та старших.
Цивільне працевлаштоване населення становило 1788 осіб. Основні галузі зайнятості: роздрібна торгівля — 27,0 %, мистецтво, розваги та відпочинок — 24,6 %, науковці, спеціалісти, менеджери — 19,8 %.